# Marc Benninga
Marc Alexander Benninga (né le 15 février 1961 à Leyde) est un joueur de hockey sur gazon néerlandais, sélectionné en équipe des Pays-Bas de hockey sur gazon à 53 reprises. 
Il est médaillé de bronze olympique en 1988 à Séoul. Il est aussi champion du monde en 1990.
Il est le frère de la joueuse de hockey sur gazon Carina Benninga. 